# Adam Smith
Adam Smith (Kirkcaldy, 1723. június 5. – Edinburgh, 1790. július 17.) skót klasszikus közgazdász és filozófus. Általában őt tartják a modern közgazdaság-tudomány atyjának.

## Életpályája
Adam Smith egy vámtisztviselő fiaként született Kirkcaldyban (Fife grófság, Skócia). Születésének pontos dátuma ismeretlen, de tény, hogy 1723. június 5-én keresztelték meg Kirkcaldyban, miután édesapja mintegy hat hónappal korábban meghalt.
Körülbelül 15 éves korától morálfilozófiát hallgatott a Glasgow-i Egyetemen. Egyik tanára Francis Hutcheson volt, akinek filozófiai és közgazdasági elméletei nagy befolyást gyakoroltak a fiatal Smithre.
1740-ben az oxfordi Balliol College-ba került filozófiát tanulni. Itt nem érezte jól magát, részben újra és újra kiújuló egészségi problémái, részben az egyetem erősen skótellenes légköre miatt.
1746-ban visszatért Kirkcaldybe. Hosszú ideig nem talált megfelelő állást, végül 1748-tól nyilvános előadásokat kezdett tartani Edinburgh-ban angol irodalomról, jogról, filozófiáról, retorikáról. A kortársak arról tudósítanak, hogy előadásain, noha azok nem képezték a kötelező tananyag részét, valósággal tolongtak a hallgatók. Sajnos az előadások anyagából eredeti formájában nagyon kevés maradt fenn.
1750 körül megismerkedett David Hume filozófussal, aki közeli jó barátja lett.
1751-ben Smitht a logika professzorává nevezték ki a Glasgow-i Egyetemen. 1752-től a morálfilozófia professzora, 14-16 éveseket tanít. Bár az előadások hivatalos nyelve a latin volt, Smith szinte mindig angolul beszélt.

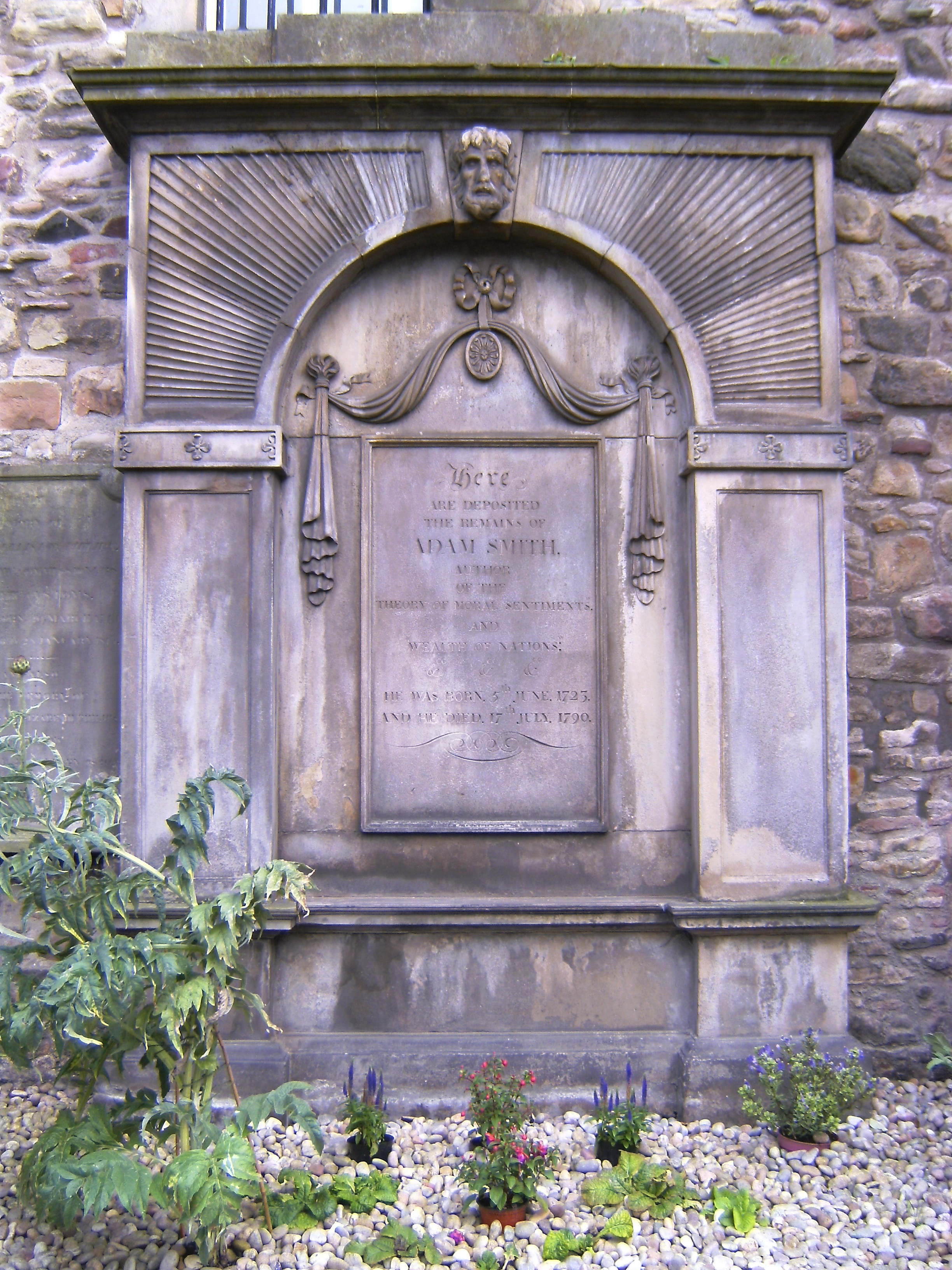
Adam Smith sírja (Canongate Kirk, Edinburgh)

1763-ban jövedelmezőbb állást kapott, és lemondott professzori állásáról: a fiatal Buccleugh herceg oktatója lett. Tanítványával a következő években sokat utazgatott, főleg Franciaországban. Ott megismerkedett Anne Robert Jacques Turgot-val és François Quesnay-jel, a fiziokratizmus legnagyobb alakjaival. Genfben Voltaire-rel is találkozott. Az utazást a herceg öccsének betegsége, majd halála miatt 1766-ban megszakították.
Miután visszatért Kirkcaldyba, tíz évet szentelt fő műve megírására. 1778-ban vámfőtisztviselő lett és édesanyjához költözött Edinburgh-ba. Az elkövetkező két évben sikeresen oldotta meg a skót pénzügyek reformját. Barátságot kötött a kémikus Joseph Blackkel, a természettudós-geológus James Huttonnal és James Watt-tal, a gőzgép feltalálójával.
67 évesen, betegség következtében hunyt el. Vagyona jelentős részét jótékony célokra ajánlotta fel.

## Művei

### Az erkölcsi érzelmek elmélete
Az első pillantásra furcsának tűnő címet viselő mű (eredeti angol címe The Theory of Moral Sentiments) 1759-ben jelent meg. Az erkölcsi érzelmek elméletében Smith úgy vélte, hogy az emberi erkölcs és a társadalmi együttélés alapja az egymás iránt érzett rokonszenv, szolidaritás (sympathy). Ez az érzés a munka mozgatórugója is.

### A nemzetek gazdagsága

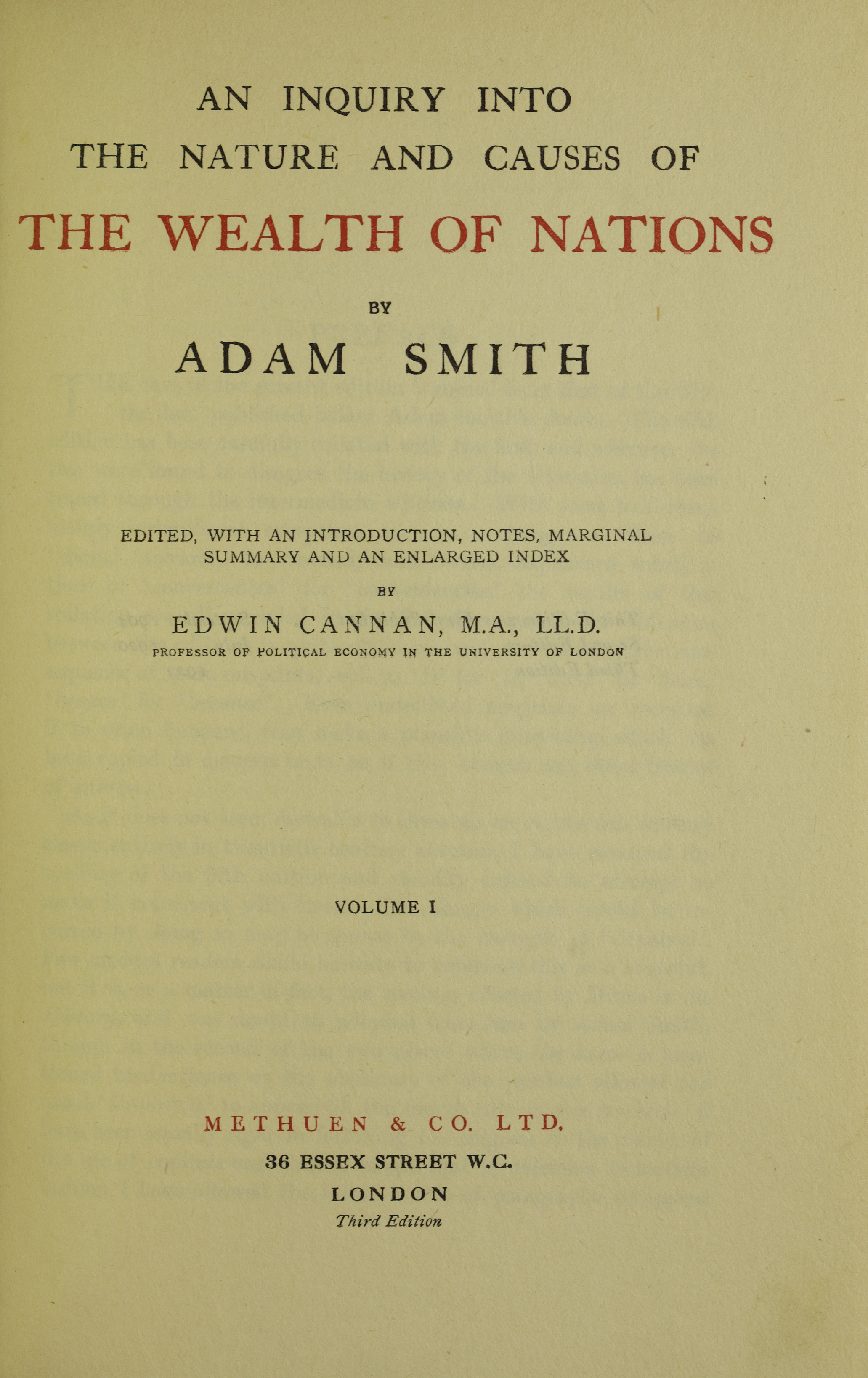
Inquiry into the nature and causes of the wealth of nations, 1922

1776-ban megjelent A nemzetek gazdagsága (eredetileg angolul An Inquiry into the Nature and Causes of the Wealth of Nations, röviden: The Wealth of Nations) a közgazdaságtan történetének első rendezett műve, a nyugati világ egyik legnagyobb hatású műveként tartják számon. A könyv a kor divatos, a gazdagság forrását a földben kereső fiziokrata tanokkal szemben a munka-érték és a munkamegosztás elméletében kereste a keletkező új értékét. A könyv olyan sikeres volt, hogy a korai közgazdaságtan fejlődését új pályára állította, és megalapította a klasszikus közgazdaságtant. Thomas Malthus és David Ricardo, illetve a gazdasági elméletét velük szemben megfogalmazó Karl Marx is Smith fogalmait használták.
A könyv egyik központi gondolata a szabadkereskedelem. Leghíresebb metaforája a „láthatatlan kéz”, az a rendező elv, ami a piacon a kereslet és kínálat, bőség és szűkösség erőinek és ellenerőinek eredményeként beosztja a nemzet erőforrásait. A „láthatatlan kéz” a keresletre és a kínálatra ható erők eredményeként alakítja ki a „természetes árat”.
Smith az állam beavatkozását a gazdaságba természetellenesnek ítélte, a politikusokat alattomos és ravasz lényeknek mondta, akiket a dolgok pillanatnyi hullámzása irányít. Szerinte az ember gazdasági tevékenységének fő motívuma az önző érdek. De saját érdekeit csak úgy követheti, hogy ha más embereknek szolgálatot teljesít, vagyis saját munkáját vagy munkatermékét kínálja nekik cserére. Így fejlődik ki a munkamegosztás. (Ezt a gondolatot Helvétius filozófiája indukálta, mely szerint az egoizmus az ember természetes sajátossága és a társadalmi haladás tényezője. Helvétius szerint minden egyes ember származásától és helyzetétől függetlenül egyenlő jogot kell hogy kapjon saját előnyének követésére, és ebből az egész társadalom csak nyer.)
Smith szerzőségének mértékét később többen vitatták és azt állították, hogy a mű jelentős részei David Hume-hoz és Montesquieu-höz fűződnek.

## Közgazdasági nézetei
1707-ben Anglia és Skócia államszövetséget kötött. Ennek eredményeként megszűntek a vámkorlátozások a két ország között, növekedett a skóciai szarvasmarha értékesítési lehetősége Angliában, a skót kereskedők szállíthattak Amerikába, az angol gyarmatokra. Skóciában ekkor jelentős gazdasági fejlődés kezdődött.

### A gazdasági növekedésről
Smith „természetes rendnek” nevezte azokat a feltételeket, amelyek közt a leghatékonyabban valósul meg az önző érdek és a piaci verseny spontán törvényeinek jótékony hatása. Ez a laissez faire (ejtsd: lesszé fer) elve. Eszerint, ha minden egyes ember gazdasági cselekvése végső soron a társadalom javát szolgálja, akkor ezt a cselekvést semmivel sem szabad korlátozni. Smithnél a laissez faire konkrétan a következőket jelentette:
1. a munkaerő mobilitását; 2. a földek teljesen szabad adásvételét; 3. az ipar és a belkereskedelem állami szabályozásának megszüntetését; 4. a szabad külkereskedelmet.
Smith szerint a társadalom gazdagsága két tényezőtől függ: 1. a termelő munkával foglalkozó lakosság hányadától, és 2. a munka termelékenységétől, melyet a munkamegosztás határoz meg. (Az üzemen belüli és az egyes termelők közötti munkamegosztás között viszont nem tett különbséget.)
A lakosság számának változását a munkabér nagyságával hozza összefüggésbe.

### A munka és a tőke közötti csere problémája
Az érték forrása nála már kizárólag a munka. A cserében egyenlő partnerek vesznek részt. A munkabér az áruba bocsátott munka ellenértéke.
Smith észreveszi, hogy a tőkés a munkabérnél nagyobb értéket kap a munkástól, hisz ezért van profitja. Ebből származik az a megállapítása, hogy tőkés viszonyok között az áru értékét nem a benne levő munka mennyisége, hanem az érte kapható munka mennyisége határozza meg. Ezt a problémát, tudni illik az azonos értékek cseréjének problematikáját Karl Marx oldja meg A tőke című könyvében a munka és a munkaerő fogalmak szétválasztásával. Eszerint a munkás a munkaerejét, munkavégző képességét bocsátja áruba és ennek ára a munkabér, s így már azonos értékek cserélődnek.

### A termelési ár problémája
Smith felfedezi, hogy tőkés viszonyok között az egyszerű árutermeléshez képest megváltozik az árcentrum, amelyet ő természetes árnak nevezett. Azt hitte azonban, hogy a természetes ár független a munkaértéktől. Marx szerint viszont az érték alakul át termelési árrá. A termelési ár nagysága a termelés során elhasznált állandó tőke értékét, a változó tőkét és az átlagprofitot foglalja magában. Az átlagprofit viszont csupán az előlegezett tőke nagyságához igazodik.
Smith a termelési ár problémát nem tudta megoldani, mivel az áru értékét teljes egészében jövedelmekre osztotta, s nála a természetes árat is jövedelmek alkotják.

### A társadalom három osztályának jövedelme
Smith három eredeti jövedelmet ismer: munkabér, profit, járadék (rendszeres pénzbeni ellátás (baleseti járadék, életjáradék, nyugdíj stb.).

#### A munkabér
Szerinte a munkabér nem más, mint a munkájukból élők jövedelme társadalmi munkától függetlenül. A tőke és a föld magántulajdonának megjelenése előtt a munkás rendelkezett munkája teljes termékével, ezek megjelenése után azonban már csak egy része jutott neki. Harmadik értékelmélete szerint a jövedelmek határozzák meg az értéket és nem az érték a jövedelmeket. (Első értékelmélete szerint a munka az érték meghatározója, a második szerint az érte kapható munka.) De akkor mi határozza meg a jövedelmeket?
Smith a munka piaci árát a létfenntartási és családfenntartási minimummal határozza meg. Az első munkabérelméletében tehát az áru értéke a munkabér forrása, a második szerint viszont a munkabér, mint jövedelem egyik meghatározója az áru értékének. (Tautológia!)

#### A profit
1. A profit nem egyéb, mint a munkás által létrehozott értéknek a munkabér feletti többlete. A profitot Smith úgy ábrázolja, mint ami az előlegezett tőke nagyságával arányos.
2. Értékelméletében, ahol az értéket a jövedelmek határozzák meg, a profit termelési költségként jelenik meg. (A tőkés bére.) Szerinte a tőkések csak az önmegtartóztatás, a fogyasztásról való lemondás árán tudnak felhalmozni.
Az 1. meghatározásra Marx, a 2.-ra a vulgáris közgazdászok (Jean-Baptiste Say, Frédéric Bastiat) támaszkodtak.
A kamatot a profit egy részeként határozza meg. A profitráta csökkentő tendenciáját észreveszi, de az erősödő konkurenciával magyarázza.

#### A földjáradék
1. változat: A földesúr járadéka az első levonás a földműves munka termékéből.
2. változat: Termelési költség, a föld használatáért járó természetes jutalom.
3. változat: A föld monopóliuma miatt a mezőgazdasági termékek ára a "természetes ár"-nál magasabb, s ez a felesleg a földjáradék.
4. változat: A természet munkájának hozadéka. (fiziokratizmus) Észreveszi, de nem kezeli külön kategóriaként a különbözeti földjáradékot.

### A társadalmi tőke újratermelése
Smith szerint, mivel a tőkések a megelőlegezett tőkét más tőkésektől való termelőeszközök vásárlására fordítják, ami azoknak jövedelmet jelent, az évi társadalmi termék egésze profitra, munkabérre és járadékra oszlik. A társadalmi összjövedelmet azonban felosztja nyers és tiszta jövedelemre is, s csak a tiszta jövedelem fordítódik közvetlen fogyasztásra. Vagyis a társadalmi termék egy része, mint használati érték nem alkalmas egyéni fogyasztásra, értékük viszont jövedelmet jelent. (Marx kritikája: a termelési eszközök teljes értéke nem jövedelem, csak a v+m rész. A fogyasztási cikkek használati értéke valóban teljes egészében jövedelem, de értékükből csak a v+m rész.)
Forrás: Dr. Mátyás Antal: A polgári közgazdaságtan története a marxizmus megjelenése előtt. (Tankönyvkiadó, Budapest, 1976.)
A.V.Anyikin: Egy tudomány ifjúkora. (Kossuth Könyvkiadó 1978.)

## A Smith-rejtély
Egyértelmű tény, hogy Smith két fő műve között jelentős ellentmondások figyelhetők meg. Míg Az erkölcsi érzelmek elméletében a közösségi szolidaritást nevezte a társadalmi tevékenységek alapjának és mozgatórugójának, A nemzetek gazdagságában az önérdeket helyezte hasonló szerepbe. Sokan úgy vélik, hogy a két mű megírása között eltelt időben Smith világnézete alapjaiban megváltozott; ennek ellentmond azonban, hogy röviddel halála előtt átdolgozta Az erkölcsi érzelmek elméletét, de lényegi változtatásokat nem eszközölt rajta.
Míg a modern közgazdaságtan domináns irányzatai (mindenekelőtt az újklasszikusok) csak A nemzetek gazdagságában lefektetett elveknek szentelnek igazán figyelmet, sőt igyekeznek a könyvet Smith egyedüli „igazán értékes” műveként bemutatni, az alternatív közgazdaságtan képviselői úgy vélik, hogy A nemzetek gazdagságának megállapításai csak Smith morálfilozófiai okfejtéseit figyelembe véve értelmezhetők helyesen.

## További művei
1755-ben Smith saját nevének feltüntetése nélkül jelentette meg A Dictionary of the English Language by Samuel Johnson című könyvét.
Röviddel halála előtt Smith majdnem valamennyi kéziratát megsemmisítette. Utolsó éveiben láthatóan két témakörön dolgozott, az egyik a jog elmélete és története, a másik a tudományok és a művészetek elmélete és története volt. A posztumusz műveként publikált Essays on Philosophical Subjects (1795) valószínűleg tartalmaz részeket az utóbbi témában általa írott szövegekből.

## Kritikája

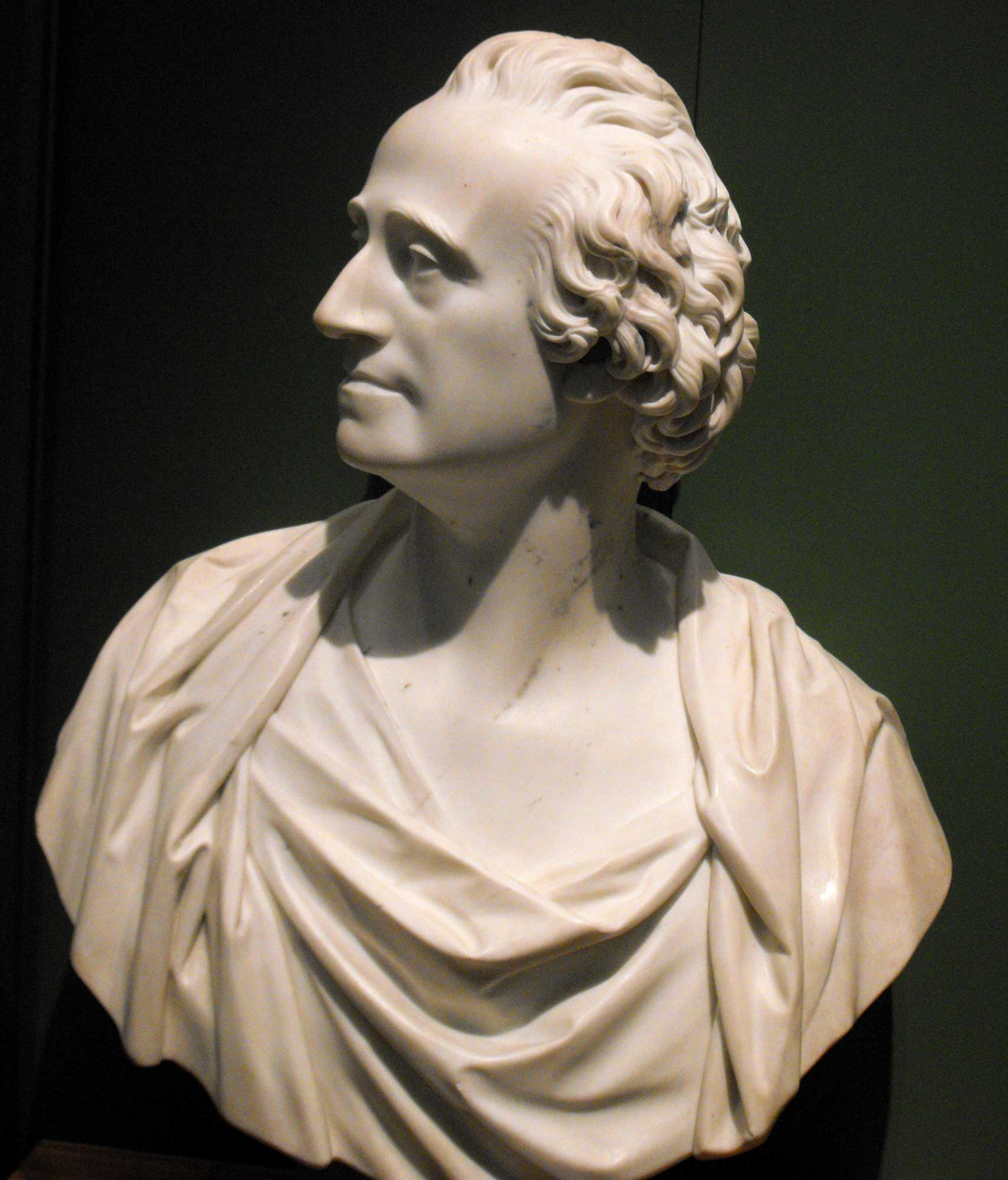
Mellszobra Skóciában

Smith közgazdasági okfejtéseit gyakorlatilag A nemzetek gazdagsága megjelenésétől kezdve folyamatosan éri kritika. Való igaz, hogy műveiben nem vett (nem is vehetett) figyelembe olyan, a modern korban fontos problémákat, mint például a környezetvédelem.
A láthatatlan kéz elméletének, a gazdasági liberalizmusnak sok kritikusa nem elsősorban Smith ellen lépett fel, hanem azok ellen a klasszikus és neoklasszikus közgazdászok ellen, akik állításuk szerint félreértelmezték Smith téziseit. Így tett például John Maynard Keynes is, amikor A laissez-faire vége című esszéjében megállapította, hogy számos Smithnek, illetve a klasszikus közgazdászoknak tulajdonított elmélet valójában nem szerepel A nemzetek gazdagságában (és más klasszikusok műveiben sem).

## Magyarul megjelent művei
- Vizsgálódás a nemzeti vagyonosság természetéről és okairól, 1-5.; ford. Enyedy Lukács, Pólya Jakab, bev. Kautz Gyula; Pallas, Bp., 1891–1894 (Nemzetgazdasági írók tára)
- Vizsgálódás a nemzetek jólétének természetéről és okairól, 1-2.; ford. Éber Ernő, átnézte Theiss Ede; Magyar Közgazdasági Társaság, Bp., 1940
- A nemzetek gazdagsága, e gazdagság természetének és okainak vizsgálata; ford. Bilek Rudolf, bev. Mátyás Antal; Akadémiai, Bp., 1959
- Az erkölcsi érzelmek elmélete / A cselekvés helyénvaló voltáról: mely három szakaszból áll / Az érdemről és a vétekről; avagy a büntetés és a jutalmazás tárgyairól: mely három szakaszból áll / Tulajdon érzelmeinkre és magatartásunkra vonatkozó ítéleteink alapjáról, valamint a kötelességérzetről / A hasznosságnak a helyeslés érzületére kifejtett hatásairól: mely egy szakaszból áll / Az erkölcsfilozófiák rendszereiről: mely négy szakaszból áll; ford. Fehér Ferenc; in: Brit moralisták a XVIII. században; vál., jegyz. Márkus György, utószó Ludassy Mária, ford. Fehér Ferenc, Bernard Mandeville ford. Tótfalusi István; Gondolat, Bp., 1977 (Etikai gondolkodók)
- Vizsgálódás a nemzetek jólétének természetéről és okairól, 1-2.; ford. Éber Ernő, előszó Erdős Tibor; Napvilág, Bp., 2011